# Технічний університет Чалмерса
Технічний університет Чалмерса (швед. Chalmers tekniska högskola) — вищий навчальний заклад в Гетеборзі, який фокусується на наукових дослідженнях та освіті в галузі технологій, природничих наук, архітектури, математики, морської та інших галузей управління.

## Історія
Заснований в 1829 році за рахунок спадщини Вільяма Чалмерса, директора Шведської Ост-Індійської компанії. У рейтингу Times Higher Education 2005 року Чалмерс вказувався як кращий університет Швеції і один з основних дослідницьких університетів Європи. 
Університет спеціалізується на технічних предметах, природних науках, архітектурі. Відомий своїми факультетами нанотехнологій, екології, інформатики, промислового дизайну, менеджменту та архітектури.

## Відомі випускники
- Лінн Берггрен — колишня учасниця групи «Ace of Base»
- Нільс Густав Дален — лауреат Нобелівської премії з фізики 1912 року
- Мартін Лорентсон — засновник «Spotify»
- Пьюдіпай — відеоблогер (освіта незакінчена)
- Людвіг Стрігеус — провідний програміст «Spotify» і засновник «μTorrent»
- Ерік Юганссон — фотограф-сюрреаліст
- Віра Сандберг (1895—1979) — перша інженерка у Швеції
- Карл Герслоу — лідер Партії Сконе
- Івар Якобсон — вчений в галузі інформатики